# A17高速公路 (葡萄牙)
A17高速公路（葡萄牙語：A17），又稱中海岸高速公路（Auto-Estrada do Litoral Centro），是一條縱貫葡萄牙西部的高速公路，南起大馬里尼亞（A8高速公路），經菲蓋拉達福什，至阿威羅止（A25高速公路），全長117公里。
全線設有十八處交流道和三個服務站。2004年起分段通車，2008年5月17日全線完工。